# Neutorkaserne
 (février 2014).
Le contenu est difficilement compréhensible vu les erreurs de traduction, qui sont peut-être dues à l'utilisation d'un logiciel de traduction automatique.
La Neutorkaserne ou (littéralement : caserne de la Porte Neuve) est une ancienne caserne d’artillerie à pied construite en 1866 dans la vieille ville de Mayence (Mainz-Altstadt), sise dans la Neutorstraße anciennement Rue du Chien (Hundsgasse),.

## Contexte historique
La caserne Neutor a probablement été construite vers 1866 dans le cadre de la modification des fortifications de la forteresse de Mayence en tant que forteresse prussienne. Au temps de la Confédération germanique, de nombreux ouvrages extérieurs furent édifiés, pour mettre les vieux remparts hors de portée des tirs d'une artillerie moderne. Après la guerre austro-prussienne de 1866 Mayence a été premièrement forteresse prussienne, et sept ans plus tard, forteresse du Reich allemand. Le but de cette caserne était d'assurer la protection de l'entrée fortifiée des trains de la Hessische Ludwigsbahn vers leur nouvelle gare, ce qui réclamait des troupes d'artillerie cantonnées dans le voisinage. En a résulté un impressionnant bâtiment en briques jaunes à quatre étages avec des arcs en plein cintre (Rundbogenstil), flanqué de quatre tours d'escalier qui ont été décorées de quatre tours crénelées chacune.
La caserne Neutor a été utilisée par le 3e régiment d'artillerie de campagne, affecté aux casemates des batteries sur la porte Neutor. Avec la fin de la Première Guerre mondiale, l'utilisation de la caserne Neutor a pris fin. Les forces d'occupation françaises l'ont rebaptisée caserne Maistre, du nom du général de division Paul Maistre. Une partie des bâtiments a été transformée en usine de munitions, pour être ensuite intégrée de 1924 à 1926 à l'école Neutorschule (de), mais la caserne a été démolie après 1930.